# Woroniec (powiat radzyński)
Woroniec – wieś w Polsce położona w województwie lubelskim, w powiecie radzyńskim, w gminie Komarówka Podlaska.
Wierni Kościoła rzymskokatolickiego należą do parafii Najświętszego Serca Pana Jezusa w Komarówce Podlaskiej.
W latach 1975–1998 miejscowość należała administracyjnie do województwa bialskopodlaskiego.
Wieś stanowi sołectwo gminy Komarówka Podlaska. Według Narodowego Spisu Powszechnego z roku 2011 wieś liczyła 122 mieszkańców

## Historia
Woroniec w wieku XIX opisano jako wieś z folwarkiem w powiecie radzyńskim, gminie Brzozowykąt, parafii Komarówka. W roku 1893 posiadał 35 domów i 222 mieszkańców oraz 639 mórg gruntu. Według spisu z 1827 r. wieś w parafii Kolembród było tu wówczas 25 domów i 154 mieszkańców.